# HSPA1B
'HSPA1B, Protein toplotnog šoka 70 kDa 1B, je ljudski gen. This intronless gene encodes a 70kDa heat shock protein which is a member of the heat shock protein 70 family.

## Funkcija
Zajedno sa drugim proteinima toplotnog šoka, ovaj protein stabilizuje postojeće proteine čime sprečava agregaciju, i posreduje uvijanje novo transliranih proteina u citosolu i organelama. On takođe učestvuje u ubikvitin-proteasom putu, gde interaguje  sa AU-bogatim elementom RNK-vezujućeg proteina 1. Ovaj gen je lociran u regionu klase III glavnog histokompatibilnostnog kompleksa, u klasteru sa dva blisko srodna gena koji kodiraju slične proteine.

## Oboljenja
Pacijenti sa virusnim infekcijama hroničnog hepatitisa B ili hepatitisa C koji imaju HSPA1B-1267 jednonukleotidni polimorfizam imaju povišen rizik razvoja hepatocelularnog karcinoma.

## Literatura
1. ↑  Milner CM, Campbell RD (1990). „Structure and expression of the three MHC-linked HSP70 genes”. Immunogenetics. 32 (4): 242—51. PMID 1700760. doi:10.1007/BF00187095.
2. 1 2  „Entrez Gene: HSPA1A heat shock 70kDa protein 1B”.
3. ↑  Ito Y, Ando A, Ando H, Ando J, Saijoh Y, Inoko H, Fujimoto H (1998). „Genomic structure of the spermatid-specific hsp70 homolog gene located in the class III region of the major histocompatibility complex of mouse and man”. J. Biochem. 124 (2): 347—53. PMID 9685725.
4. ↑  Jeng JE, Tsai JF, Chuang LY, Ho MS, Lin ZY, Hsieh MY, Chen SC, Chuang WL, Wang LY, Yu ML, Dai CY, Chang JG (2008). „Heat shock protein A1B 1267 polymorphism is highly associated with risk and prognosis of hepatocellular carcinoma: a case-control study”. Medicine (Baltimore). 87 (2): 87—98. PMID 18344806. doi:10.1097/MD.0b013e31816be95c.

## Spoljašnje veze
- HSPA1B+protein,+human на 